# Traubach-le-Bas
Traubach-le-Bas – miejscowość i gmina we Francji, w regionie Grand Est, w departamencie Górny Ren.
Według danych na rok 1990 gminę zamieszkiwało 366 osób, a gęstość zaludnienia wynosiła 54 osób/km² (wśród 903 gmin Alzacji Traubach-le-Bas plasuje się na 548. miejscu pod względem liczby ludności, natomiast pod względem powierzchni na miejscu 388.).